# Asambleas presidenciales del Partido Demócrata de 2008 en Samoa Americana
Las Asambleas democráticas de Samoa Americana, 2008 fueron el 5 de febrero de 2008, también conocido como supermartes, con 3 delegados nacionales para los candidatos. Las asambleas empezaron a las 11 AM hora local (5 PM EST). Hillary Clinton ganó, recibiendo dos de los tres delegados en juego, el otro se fue para Barack Obama.

## Resultados
| Candidato       | Votos | Porcentaje | Delegados |
| --------------- | ----- | ---------- | --------- |
| Hillary Clinton | 163   | 57.2%      | 2         |
| Barack Obama    | 121   | 42.5%      | 1         |
| Mike Gravel     | 1     | 0.2%       | 0         |
| John Edwards    | 0     | 0%         | 0         |
| Bill Richardson | 0     | 0%         | 0         |
| Dennis Kucinich | 0     | 0%         | 0         |
| Total           | 285   | 100%       | 3         |